# لسنوی (باشقیرستان)
لسنوی (انگلیسی: Lesnoy, Republic of Bashkortostan) یک شهرک در شهرستان اوفیمسکی استان باشقیرستان کشور روسیه است.